# Interim Control Module

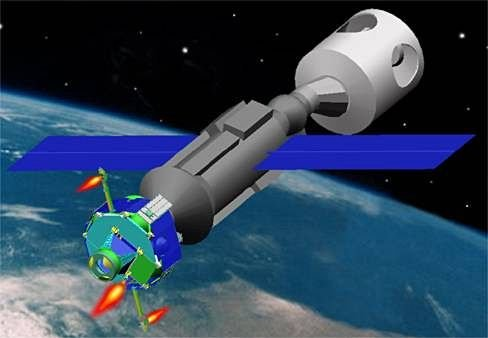
LInterim Control Module

L'Interim Control Module (ICM) è un modulo costruito dalla NASA e progettato per fornire un temporaneo controllo per la Stazione spaziale internazionale nel caso in cui il modulo di servizio Zvezda andasse distrutto o non fosse stato lanciato per un lungo periodo. È stato ricavato a partire da un razzo Titan. Sarebbe stato in grado di prolungare la durata del modulo Zarya, fornendo capacità di propulsione pari al modulo di servizio ma nessuna delle altre funzionalità di supporto vitale.
Il modulo sarebbe stato portato in orbita a bordo dello Space Shuttle e si sarebbe agganciato alla ISS al modulo Zarya fornendo combustibile sufficiente per tre anni di attività.
Ora si trova presso il Payload Processing Facility a Washington dove è conservato in attesa che possa servire.